# 항저우 스파크
항저우 스파크(영어: Hangzhou Spark)는 중국의 e스포츠팀으로 중국 저장성 항저우시를 연고로 하고 있으며 현재 오버워치 리그 태평양 컨퍼런스 동부 지구 소속이다. 

## 주요 성적
- 오버워치 리그 2019 스테이지 2 4강 플레이오프
- 오버워치 리그 2019 스테이지 3 8강 플레이오프
- 오버워치 리그 2019 통합 4위
- ESM-OW 상하이 마스터즈 인비테이셔널 2019 4강
- 오버워치 리그 2020 5월 난투 아시아 6강 플레이오프
- 오버워치 리그 2020 서머 쇼다운 아시아 6강 플레이오프
- 오버워치 리그 2020 카운트다운컵 아시아 준우승

## 선수 명단
- 감독 : 황지섭
- 코치 : 천충싼

| 이름     | 아이디    | 포지션  |
| -------- | --------- | ------- |
| 김경보   | GodsB     | DPS     |
| 강재환   | Adora     | DPS     |
| 천기현   | Ado       | DPS     |
| 박민호   | Architect | DPS     |
| 쉬추린   | Guxue     | TANK    |
| 박성욱   | Ria       | TANK    |
| 송상현   | SASIN     | TANK    |
| 유성준   | QoQ       | TANK    |
| 류지밍   | M1ka      | SUPPORT |
| 박호진   | iDK       | SUPPORT |
| 퉁샤오둥 | ColdesT   | SUPPORT |
| 윤희창   | BEBE      | SUPPORT |